# Stjarnan FC
Ungmennafélagið Stjarnan, ofta förkortat Stjarnan FC, är en isländsk idrottsklubb från Garðabær som är mest känd för sina framgångar inom fotboll.

## Meriter
Úrvalsdeild2014.
Cupen2018.

## Färger
Stjarnan FC spelar i blåa och vita trikåer, bortastället är vitt.

## Placering senaste säsonger
| Säsong | Nivå | Liga        | Placering | Referens | Notering           |
| ------ | ---- | ----------- | --------- | -------- | ------------------ |
| 2010   | 1    | Pepsideild  | 8         | [ 3 ]    |                    |
| 2011   | 1    | Pepsideild  | 4         | [ 4 ]    |                    |
| 2012   | 1    | Pepsideild  | 5         | [ 5 ]    | 🏆 Cupen: finalist |
| 2013   | 1    | Pepsideild  | 3         | [ 6 ]    | 🏆 Cupen: finalist |
| 2014   | 1    | Pepsideild  | 1         | [ 7 ]    |                    |
| 2015   | 1    | Pepsideild  | 4         | [ 8 ]    |                    |
| 2016   | 1    | Pepsideild  | 2         | [ 9 ]    |                    |
| 2017   | 1    | Pepsideild  | 2         | [ 10 ]   |                    |
| 2018   | 1    | Pepsideild  | 3         | [ 11 ]   | 🏆 Cupen: vinnare  |
| 2019   | 1    | Pepsideild  | 4         | [ 12 ]   |                    |
| 2020   | 1    | Pepsideild  | 3         | [ 13 ]   |                    |
| 2021   | 1    | Pepsideild  | 7         | [ 14 ]   |                    |
| 2022   | 1    | Besta deild | 5         | [ 15 ]   |                    |
| 2023   | 1    | Besta deild | 3         | [ 16 ]   |                    |
| 2024   | 1    | Pepsideild  | 4         | [ 17 ]   |                    |